# NGC 6008B
NGC 6008B is een lensvormig sterrenstelsel in het sterrenbeeld Slang. Het hemelobject werd op  ontdekt door de  Franse astronoom Édouard Jean-Marie Stephan.

## Synoniemen
- MCG 4-37-54
- ZWG 136.112
- ARAK 488
- PGC 56301